# Dermanura azteca
Dermanura azteca — вид родини листконосові (Phyllostomidae), ссавець ряду лиликоподібні (Vespertilioniformes, seu Chiroptera).

## Середовище проживання
Країни поширення: Коста-Рика, Сальвадор, Гватемала, Гондурас, Мексика, Панама. Зустрічається насамперед у тропічних лісах, також спійманий в бананових і мангових плантаціях.

## Морфологія
Середня маса 18 грамів. Хутро від коричневого до чорно-коричневого кольору, тварини, які живуть ближче до екватора, мають темніший колір.

## Життя
Протягом дня спить під банановим листям, в тріщинах і печерах, а також у штучних спорудах, таких як будівлі, тунелі і шахти.